# Сан Капоне (Ријети)
Сан Капоне је насеље у Италији у округу Ријети, региону Лацио.
Према процени из 2011. у насељу је живело 24 становника. Насеље се налази на надморској висини од 1080 м.